# John Dexter
John Dexter (Derby, 2 agosto 1925 – Londra, 23 marzo 1990) è stato un regista britannico.

## Biografia
Nato nel Derbyshire, John Dexter abbandonò la scuola all'età di quattordici anni per arruolarsi nell'esercito britannico durante la seconda guerra mondiale. Dopo la guerra, Dexter cominciò a lavorare come attore prima di dedicarsi alla regia di diverse compagnie di repertorio, fino ad ottenere il ruolo di direttore artistico dell'English Stage Company nel 1957.
Dexter ottenne il successo due anni più tardi per la sua regia del dramma di Arnold Wesker Roots, a cui seguirono apprezzate regie come quelle di Santa Giovanna (1963) e La grande strage dell'impero del sole (1964) dopo essere stato nominato regista associato nel National Theatre. Nel 1964 ottenne un altro grande successo a teatro dirigendo Laurence Olivier e Maggie Smith in un acclamato allestimento di Otello. Nel 1966 fece il suo esordio come regista d'opera alla Royal Opera House, quando diresse un allestimento di Benvenuto Cellini con Nicolai Gedda.
Negli anni successivi Dexter continuò a collezionare successi sulle scene, culminati nel 1973 con la sua regia del dramma di Peter Shaffer Equus, che gli valse il Tony Award quando la pièce debuttò a Broadway. Gli anni settanta videro anche apprezzabili regie nel mondo dell'opera lirica, dato che Dexter diresse allestimenti di altro profilo di diversi melodrammi, tra cui le messe in scena al Metropolitan de I vespri siciliani con Montserrat Caballé (1974), Aida con Leontyne Price (1976), Il profeta con Marilyn Horne (1977), Rigoletto con Placido Domingo (1977), Billy Budd con Peter Pears (1978), Don Pasquale con Beverly Sills (1978) e Don Carlo con Renata Scotto (1979). All'Opera di Parigi diresse La forza del destino (1975) e I vespri siciliani (1974).
Negli anni successivi diresse altri classici del teatro di prosa come Come vi piace (1979), Vita di Galileo con Michael Gambon (1980), Lo zoo di vetro con Jessica Tandy (1983) e Giulio Cesare (1988). Nel 1986 produsse Nabucco all'Opera di Zurigo, mentre nel 1988 ottenne il suo ultimo grande successo con M. Butterfly a Broadway, che gli valse il suo secondo Tony Award per la miglior regia. L'anno dopo realizzò la sua ultima regia, un allestimento dell'Opera da tre soldi con Sting nel ruolo di Macheath.

## Filmografia

### Regista
- The Virgin Soldiers (1969)
- Piccioni (The Sidelong Glances of a Pigeon Kicker) (1971)
- Il segreto dell'uomo sbagliato (I Want What I Want) (1972)

## Riconoscimenti
- Drama Desk Award
  - 1975 – Miglior regia di un'opera teatrale per La grande strage dell'impero del sole
  - 1988 – Miglior regia di un'opera teatrale per M. Butterfly
- Tony Award
  - 1967 – Candidatura alla miglior regia di un'opera teatrale per White Lies
  - 1975 – Miglior regia di un'opera teatrale per La grande strage dell'impero del sole
  - 1988 – Miglior regia di un'opera teatrale per M. Butterfly